# درخت تنها

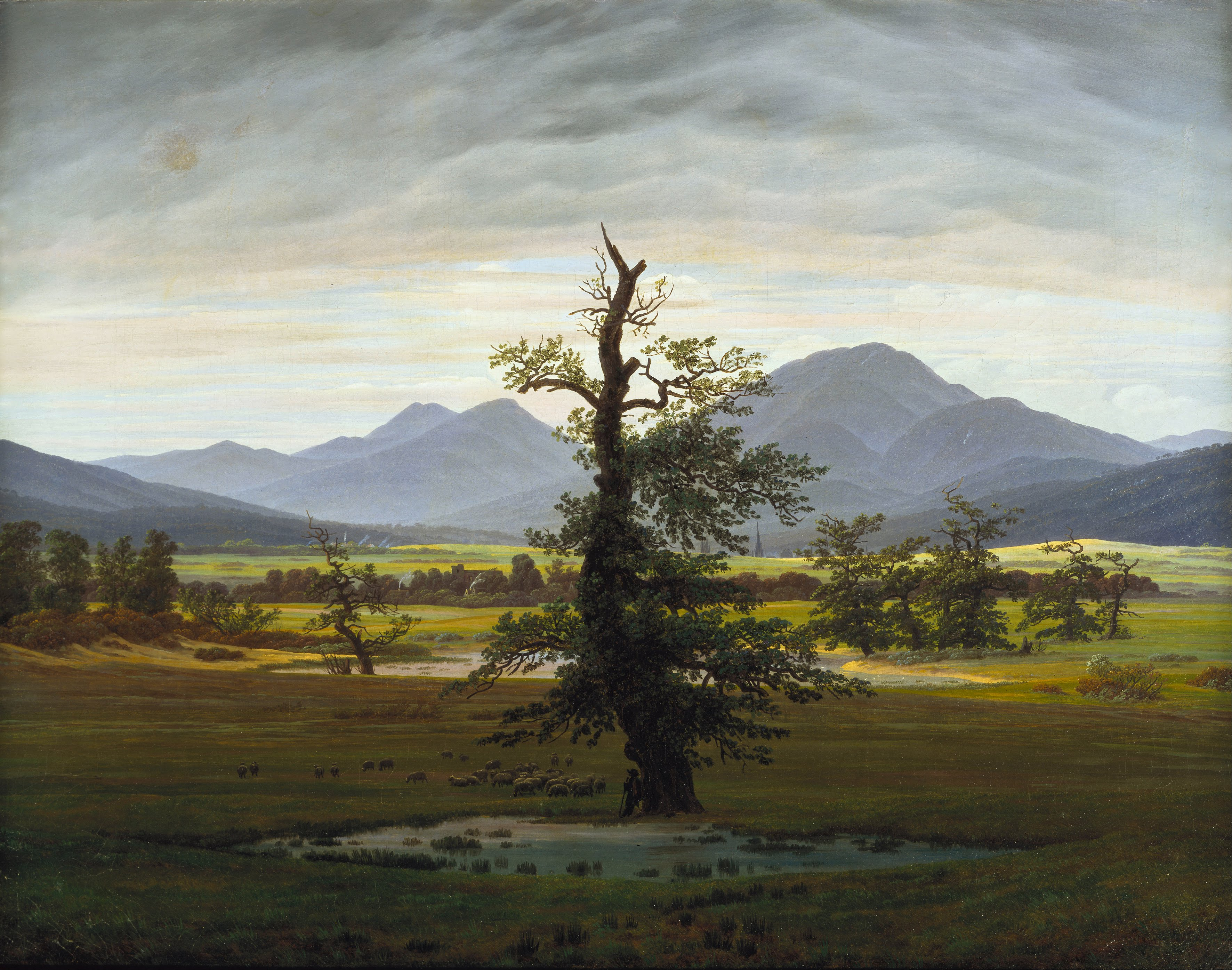
درخت تنها (Der einsame Baum) اثر کاسپار داوید فریدریش، ۱۸۲۲، واقع در موزه برلین

درختِ تنها یا تک‌درخت یک نقاشی رنگ روغن اثر نقاش آلمانی با نام کاسپار داوید فریدریش است که در سال ۱۸۲۲ کشیده شده‌است. اندازه این تابلو ۵۵×۷۱ سانتی‌متر (۲۲×۲۸ اینچ) است. این طرح یک سراسرنما از منظره‌ای رمانتیک از دشت‌ها و کوه‌ها در پس‌زمینه را به تصویر می‌کشد. یک بلوط منفرد در جلوی تصویر، نمای غالب طرح است.
یک بلوط قدیمی ایستاده در مرکز نقاشی که به‌وضوح آسیب خورده اما همچنان سرپاست. شاخه‌های درخت، تیره و در سایه فرورفته، به‌سمت آسمان ابری صبح‌گاهی خم شده‌اند. چنین به‌نظر می‌رسد که توده‌های ابر، گنبدی در بالای درخت تشکیل داده‌اند. تاج درخت خشکیده و بالای تنه و دو شاخه بریده‌شده، یادآور طرح صلیب هستند. چوپانی در زیر شاخه‌های پایینی و پوشیده با برگ پناه گرفته‌است. گله گوسفندان او در کنار یک تالاب واقع در چمن‌زار وسیع و پوشیده از علف اطراف درخت در حال چریدن هستند. در فاصله متوسط، روستاها و یک شهر در میان دیگر درختان و بوته‌ها واقع شده‌اند. تپه‌های پوشیده‌شده از درخت، به کوه‌های آبی‌خاکستری پس‌زمینه منتهی می‌شوند.
این اثر توسط بانکدار و کلکسیونری با نام جوآکیم هینریچ ویلهلم وگنر و همراه با نقاشی دیگری با نام طلوع ماه کنار دریا (Mondaufgang am Meer) جمع‌آوری شد تا یک جفت از «زمان‌های روز» ساخته شود که منظره صبح و عصر را به رسم کلود لورین به تصویر بکشد. این اثر تا قبل از نوامبر ۱۸۲۲ تکمیل شد و از سال ۱۸۶۱ و پس از اهدای آن به گالری ملی برلین توسط وگنر، در همان مکان نگهداری می‌شود.
تاریخ‌شناس هنری با نام هلموت بورچ‌سوپان احتمال داد که این کوه‌ها در کرکونوشه واقع شده‌اند که امروزه در مرزهای جمهوری چک است. در زمان زندگی فریدریش در سال ۱۷۹۸، این سرزمین به دو بخش سیلزی و بوهم واقع در جنوب‌شرقی درسدن تقسیم شده‌بود. فریدریش در خلال سال‌های ۱۸۰۶ و ۱۸۱۰، چندین بار این کوه‌ها را نقاشی کرد.

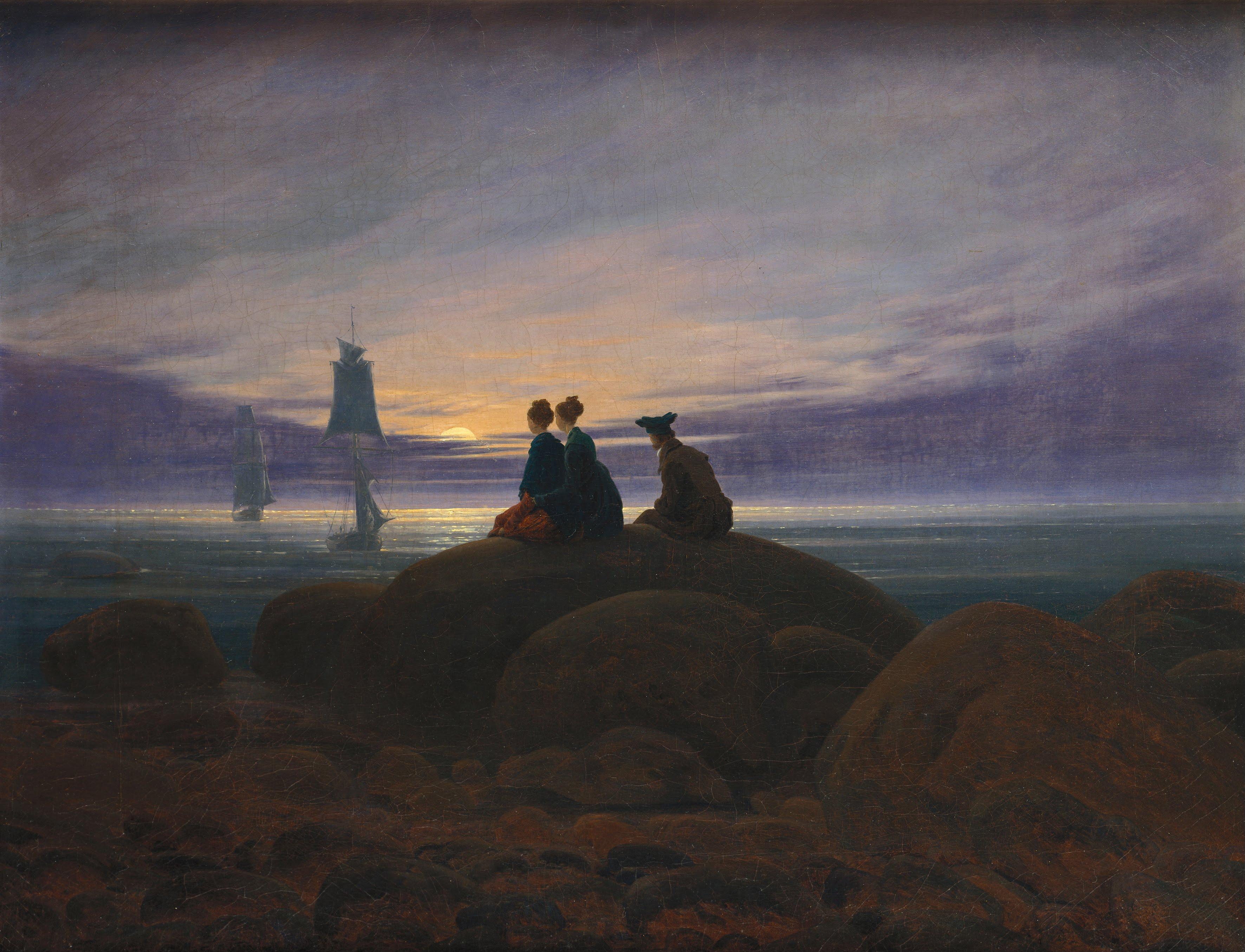
طلوع ماه در کنار دریا، اثر کاسپار داوید فریدریش، ۱۸۲۲
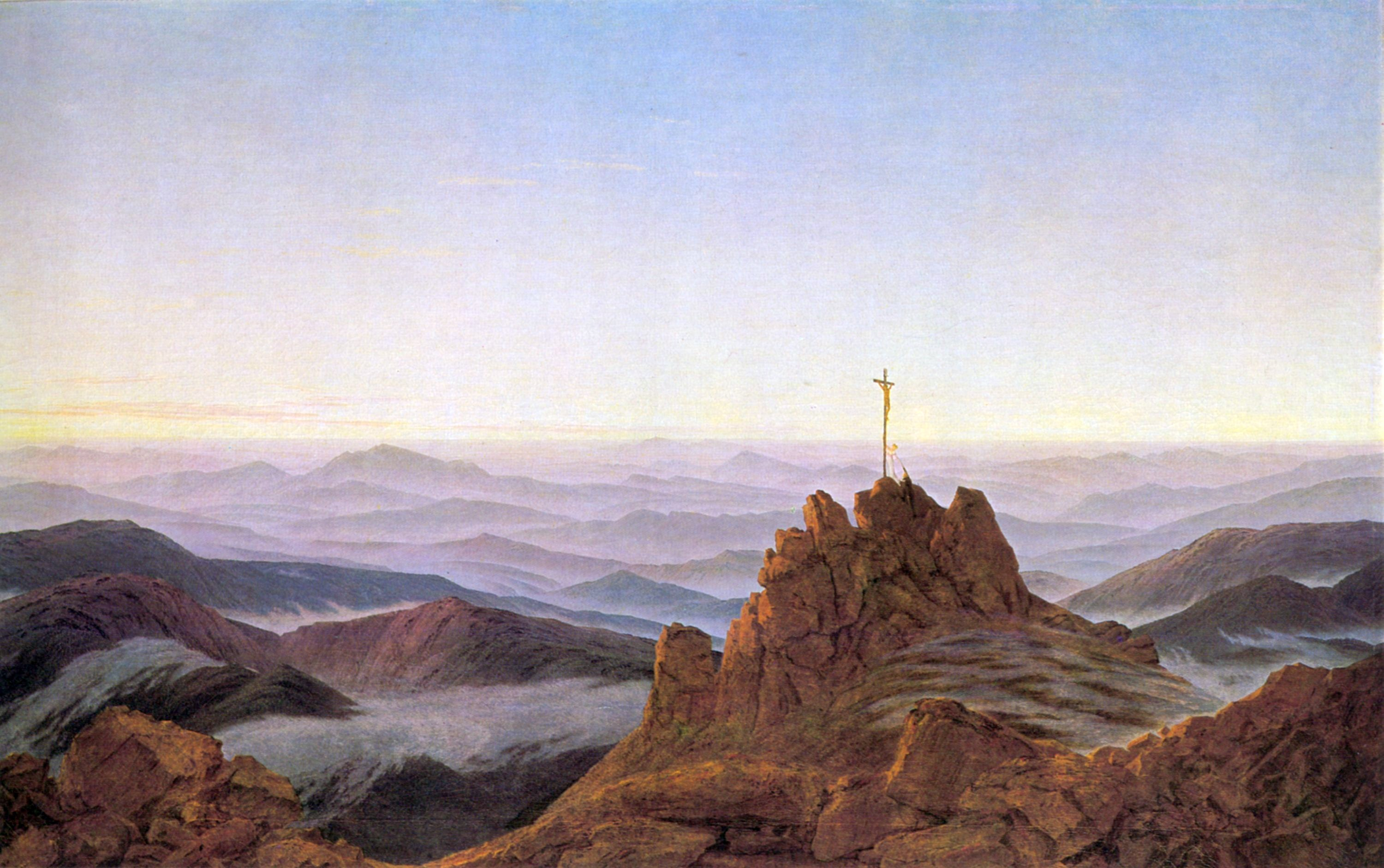
صبح در کوه‌های غول‌پیکر، اثر کاسپار داوید فریدریش، ۱۸۲۲
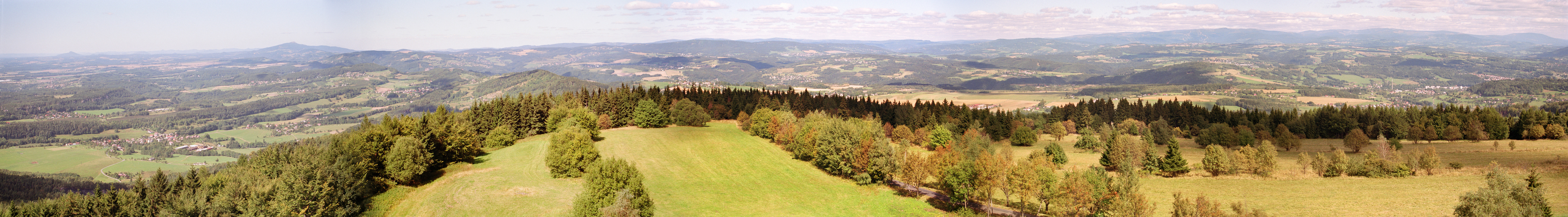
یک سراسرنما از منظره احتمالی اصلی که مأخذ نقاشی بوده‌است.